# Onthophagus funebris
Onthophagus funebris là một loài bọ cánh cứng trong họ Bọ hung (Scarabaeidae).